# Central hidroeléctrica Carena
La central hidroeléctrica Carena es una planta transformadora de energía hidráulica en eléctrica que utiliza las aguas del canal Las Mercedes ubicado en la cuenca del río Maipo en la Región Metropolitana de Santiago. Fue inaugurada en 1937 y tiene una potencia de 10 MW.

Canales de riego Mallarauco y Las Mercedes al oeste de Santiago de Chile.